# ヴィルヘルム・デーニッツ

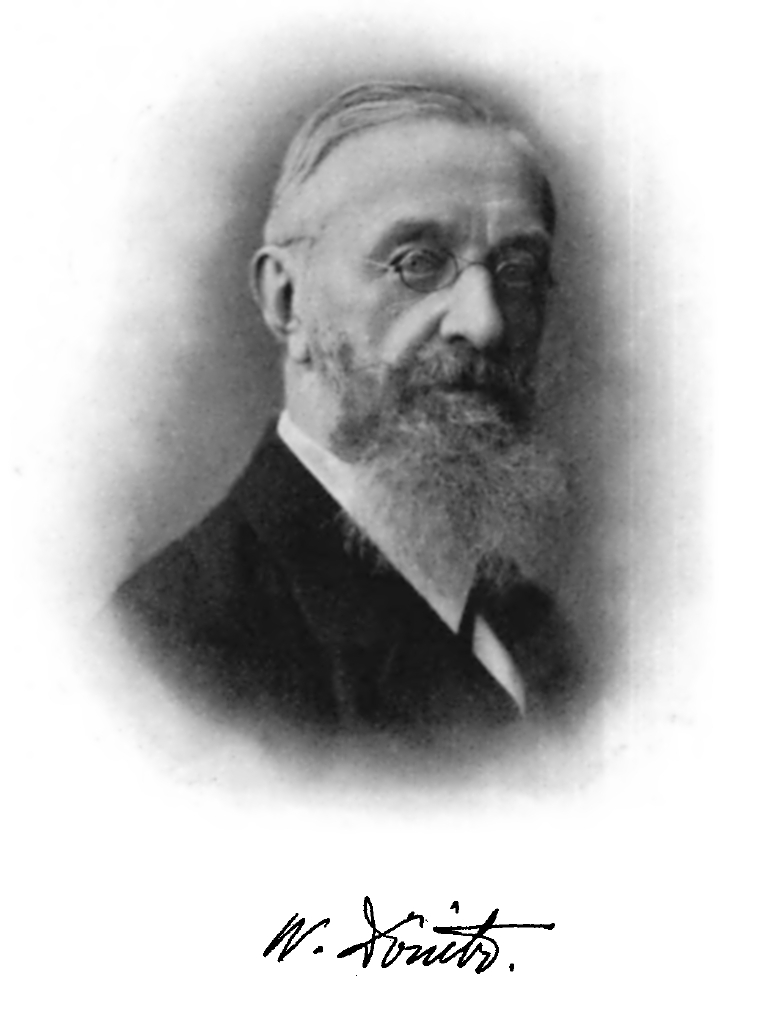
ヴィルヘルム・デーニッツ

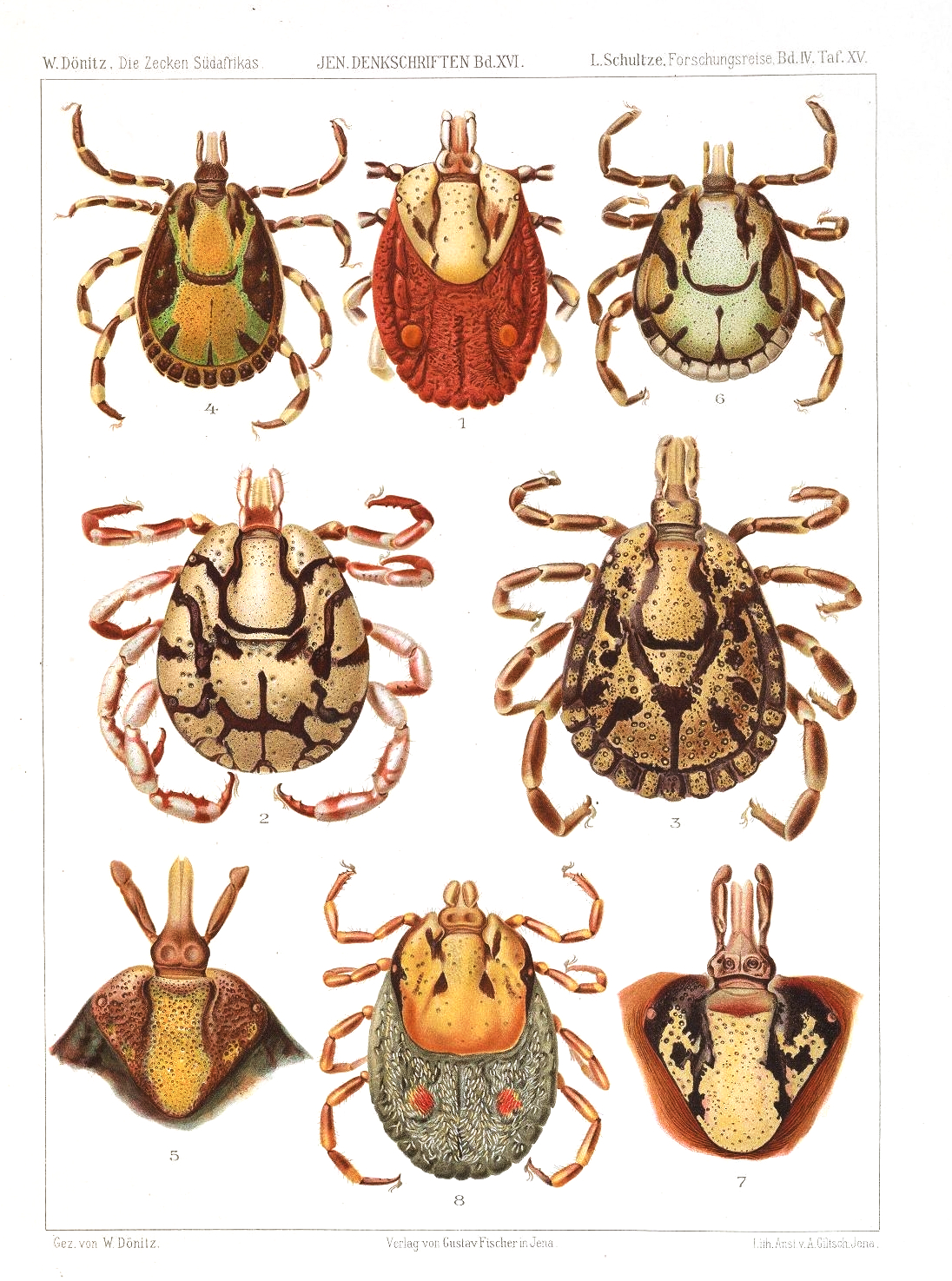
デーニッツが描いたダニ類の図版

フリードリヒ・カール・ヴィルヘルム・デーニッツ(Friedrich Karl Wilhelm Dönitz または Doenitz、1838年6月27日 - 1912年3月12日）は、ドイツの医学者、動物学者である。明治政府によって日本に招かれ、医学の近代化に貢献するとともに日本の昆虫を採集、研究した。

## 略歴
ベルリンで仕立て屋の息子に生まれた。1859年からベルリン大学で医学を学び1864年に卒業した。解剖学研究所でカール・ボギスラウス・ライヘルト(de:Karl Bogislaus Reichert)の助手を務め、病理学者のフリードリヒ・テオドール・フォン・フレイヒス(de:Friedrich Theodor von Frerichs)のもとで学んだ。このころ動物学や寄生虫学も学んでいた。1873年に教授資格を得た。
明治政府は医学の近代化のためにドイツ医学を導入することに決め、ドイツからデーニッツを含む、多くの医師を招いた。1873年（明治6年）ベルリン大学に学んでいた萩原三圭とともにデーニッツは来日し、東京医学校（東京大学医学部の前身）で3年間、解剖学を教えた。1876年に報酬の交渉がまとまらず、東京医学校を退職した。その後、日本における解剖学は、デーニッツに学んで、『人体解剖攬要』などを出版した田口和美ら日本人学者が担うことになった。
その後も日本に留まり、警視庁裁判医学校で法医学を講義し、1879年から佐賀医学校（好生館医学校）で教え、1886年に帰国した。滞日は13年に及んだ。
法医学の分野では1875年に指紋の発見者の一人である宣教師のヘンリー・フォールズと出会い、指紋の個人認識を日本の警視庁に導入した。佐賀医学校では衛生学などを指導した。
滞日中は多くの日本の昆虫、クモ類などの標本を収集し、後にこれらはゼンケンベルク自然史協会に納められた。
1886年のドイツ帰国後はロベルト・コッホの衛生研究所（後のロベルト・コッホ研究所）で7年間働き、ツベルクリンの開発に貢献した。1893年から1896年まで、ボンのコレラ検疫所の細菌検査室長に務めた。その後、フランクフルトのパウル・エールリヒの血清研究所で働いた後、1899年からベルリンの感染症研究所の治療部門の部長を務め、後に研究部長を務め、コッホとその後任のゲオルク・ガフキーのもとで働いた。

## 著作
- Fridericus Carolus Guilelmus Doenitz: De tunicae intestinorum villosae epithelio : dissertatio inauguralis microscopico-anatomica. Berolini: Lange, 1864.
- Bemerkungen über Aino's. In: Mitteilungen der deutschen Gesellschaft für Natur- und Völkerkunde Ostasiens, Band I (1873–1876), Heft 6, S. 61–67.
- Über einen Toene von sich gebenden Schmetterling. Dito, S. 68–69.
- Über eine eigenthümliche Missbildung bei einer Katze. Dito, S. 69–70.
- Über die Abstammung der Japaner. In: Mitteilungen der deutschen Gesellschaft für Natur- und Völkerkunde Ostasiens, Band I (1873–1876), Heft 8, S. 39–41.
- Über Leichenverbrennung in Japan. In: Mitteilungen der deutschen Gesellschaft für Natur- und Völkerkunde Ostasiens, Band I (1873–1876), Heft 10, S. 28–29.
- Tabelle der Maasse von sieben weiblichen japanischen Becken. In: Mitteilungen der deutschen Gesellschaft für Natur- und Völkerkunde Ostasiens, Band II (1876–1880), Heft 11, S. 32.
- Über drei verschiedene Typen unter Japanerschädeln. In: Mitteilungen der deutschen Gesellschaft für Natur- und Völkerkunde Ostasiens, Band II (1876–1880), Heft 12, S. 69–70.
- Über den Vogelfang in Japan. Dito, Heft 12, S. 71–72.
- Über das Antitoxin des Tetanus. In: Deutsche Medizinische Wochenschrift, Nr. 23, (1897), S. 428–430.
- Bericht über die Thätigkeit des Kgl. Instituts für Serumforschung und Serumprüfung zu Steglitz. In: Klinisches Jahrbuch 1899.
- Über die Lebensweise zweier Vogelspinnen aus Japan. In: Sitzungsberichte der Gesellschaft Naturforschender Freunde zu Berlin, 1887, S. 49–51.
- Beitrage zur Kenntniss der Anopheles. In: Zeitschrift für Hygiene und Infektkrankheiten, Nr. 41, (1902), S. 15–88.
- Beitrage zur Kenntniss der Anopheles, II. Mittheilung. In: Zeitschrift für Hygiene und Infektkrankheiten, Nr. 43, (1903), S. 215–238.
- Die wirtschaftlich wichtigen Zecken mit besonderer Berücksichtigung Afrikas. Leipzig: Johann Ambrosius Barth, 1907.